# Copland (cráter)
Copland es un cráter de impacto de 208 km de diámetro del planeta Mercurio. Debe su nombre al compositor y pianista estadounidense Aaron Copland (1900-1990), y su nombre fue aprobado por la  Unión Astronómica Internacional en 2010.
El cráter  Copland está inundado con material volcánico que forma llanuras, que podría estar relacionado con la actividad que formó en el respiradero brillante que se encuentra en las proximidades.

## Nombramiento
El astrónomo aficionado Ronald Dantowitz y sus colegas Scott Teare y Marek Kozubal utilizaron el telescopio de 60 pulgadas del Monte Wilson en 1998 para observas  una característica muy brillante en esta porción de la superficie de Mercurio, y supusieron que la característica brillante era un cráter de impacto. Dantowitz expresó su deseo de que el cráter se llamase Copland cuando se obtuvieran mejores imágenes de la zona con una sonda espacial.
Sorprendentemente, las imágenes del tercer sobrevuelo sobre Mercurio de la  sonda espacial MESSENGER revelaron que la pequeña característica brillante no era un cráter de impacto, sino que se parecía más a una chimenea volcánica. No se había adoptado una convención para nombrar los respiraderos volcánicos en Mercurio porque antes del primer sobrevuelo del MESSENGER sobre el planeta no se había identificado ninguno. No obstante, aunque en un futuro se adopte una convención para nombrar las características volcánicas en Mercurio, es probable que las nomenclatura difieran de las de los cráteres de impacto, y por tanto, Copland no sea un nombre aceptable para la característica volcánica brillante.
Un miembro del equipo del MESSENGER contactó con Dantowitz y le sugirió que propusiese el nombre Copland a un gran cráter cercano. Ellos estuvieron de acuerdo y la  Unión Astronómica Internacional (UAI) aprobó el nombre «Copland» el 3 de marzo del 2010.